# Zamek w Muszynie
Zamek w Muszynie – ruiny średniowiecznego zamku w Muszynie w powiecie nowosądeckim w województwie małopolskim.

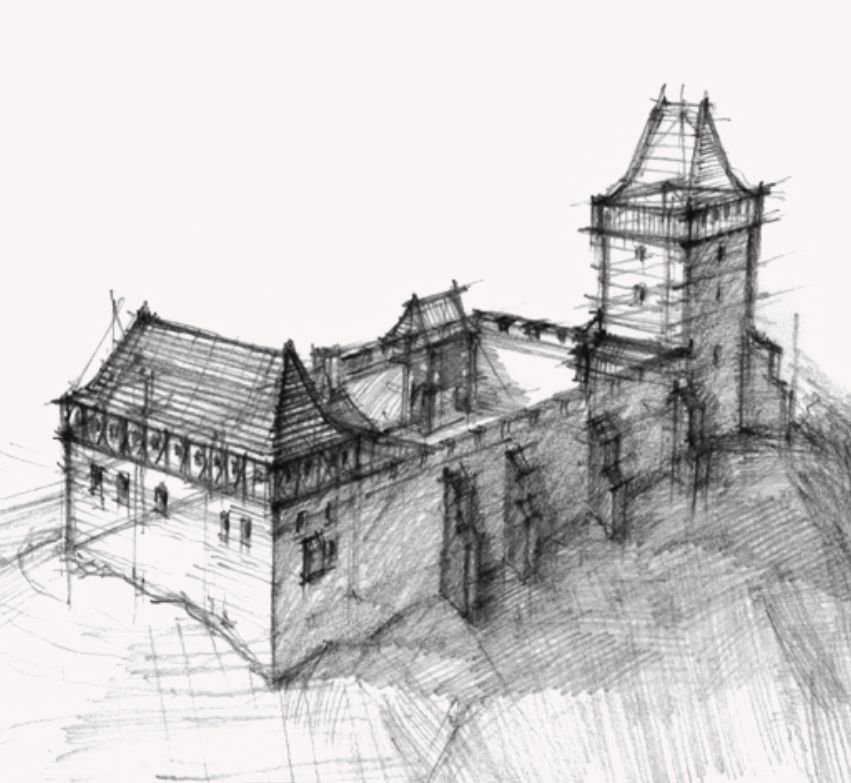
Zamek w Muszynie – rekonstrukcja

## Historia
Ruiny, pozostałości wieży i muru tarczowego, znajdują się na szczycie stromej góry o wysokości 527 m n.p.m., nazywanej Baszta lub Zamczysko; jest ona częścią pasma Koziejówki i wznosi się na prawym brzegu Popradu między wpadającymi do niego potokami Muszynką i Szczawnikiem. W opracowaniach dotyczących Muszyny pojawiają się rozbieżne informacje na temat czasu powstania zamku na górze Baszta; niektóre opracowania podają, że zamek ten powstał według tradycji w 1301 roku z fundacji królewskiej; inne, że na przełomie XV i XVI wieku, po zburzeniu najstarszej warowni znajdującej się w Muszynie w wyniku najazdu Macieja Korwina i Tomasza Tarczy z Lipian w 1474 roku. Opracowania na temat zamku zawierają również rozbieżne informacje na temat miejsca, gdzie znajdowała się ta najstarsza warownia; niektóre źródła wskazują na szczyt góry Baszta, inne na najwyższy szczyt Pasma Koziejówka (636 m n.p.m.). Przypuszczalnie starsza warownia poprzedzająca istniejące ruiny wznosiła się na wzgórzu sąsiadującym z ruinami zamku.
Z wczesnych dokumentów źródłowych wynika, że w 1301 roku dobra w Muszynie wraz z zamkiem Płoche, zbudowanym według tradycji przez Berżewickich herbu Tatry, zostały nadane biskupowi krakowskiemu Janowi Muskacie przez króla węgierskiego Władysława. Później włączono je do polskich dóbr koronnych jako królewszczyznę; w 1391 roku, za panowania Władysława Jagiełły, zostały odzyskane dla biskupstwa krakowskiego przez biskupa Jana z Radliczyc (część źródeł podaje, że dobra te powróciły do biskupów krakowskich w 1440 roku, gdy biskupem krakowskim był Zbigniew Oleśnicki). Akt z 1468 roku wymienia starostę muszyńskiego; w dokumencie z 1488 roku pojawia się kasztelan muszyński.
Zamek na górze Baszta strzegł granic między Polską a Węgrami; jego załoga czuwała nad bezpieczeństwem szlaku handlowego biegnącego wzdłuż Popradu na Węgry. Przez długi czas stanowił rezydencję starostów tzw. państwa muszyńskiego (zwanego także kluczem muszyńskim lub kresem muszyńskim), samodzielnej jednostki administracyjnej z własną administracją, wojskiem i sądownictwem, pozostającej we władaniu biskupów krakowskich do rozbiorów Polski. W XVII wieku, za panowania Jana Kazimierza, zamek w dalszym ciągu pełnił funkcje obronne; został opuszczony w drugiej połowie XVIII wieku i popadł w ruinę.
Korzystając z funduszy unijnych gmina od grudnia 2020 do października 2023 przeprowadziła remont i częściową rekonstrukcję zamku. Nadbudowana wieża sięgnęła 14 metrów, a na jej dachu powstał przeszklony taras widokowy. Wewnątrz znajduje się kawiarnia i sala wystawowa.

## Plan i konstrukcja
Północną część zamku zajmowała czworoboczna wieża o grubych murach, wsparta skarpami. Dziedziniec, na którym znajdowała się głęboka studnia wykuta w skale, miał kształt zbliżony do prostokąta, od wschodu zamykał go budynek mieszkalny podzielony na dwie części. Strony południowej zamku bronił podwójny mur z wąskim, wydłużonym dziedzińczykiem wewnętrznym. W opracowaniach pojawia się informacja, że mury zamku na górze Baszta wskazują na najdawniejszy sposób budowy, tzw. mauergusswerk, składający się z kamieni obrobionych tylko z jednej strony, rumowiska i wapna; w drugiej połowie XIX wieku, gdy ruiny były lepiej zachowane, w grubym murze wieży widoczny był niezgrabny komin, utworzony przez obmurowywanie coraz wyżej podciąganego okrągłego pniaka o grubości 15 cali.
Ruiny zamku w Muszynie są tematem rysunków Macieja Bogusza Stęczyńskiego oraz Napoleona Ordy; dokumentują one stan zachowania zabytku w połowie XIX wieku. Według niektórych opracowań wieża zamku zachowała się do 1908 roku.

## Legendy
Legenda głosi, że w czasie potopu szwedzkiego jeden ze starostów Muszyny, Bedliński, kazał drążyć w podziemiach zamku tajemne lochy, w których ukrył skarby; strzeże ich para skamieniałych dzieci, dziewczynka i chłopiec. Inna legenda mówi, że w lochach jest ogromna sala, w której śpią zaczarowani żołnierze, budzący się na chwilę raz do roku, w Niedzielę Palmową; kiedyś ożyją, połączą się ze śpiącymi rycerzami z Tatr i stoczą zwycięską bitwę z wrogami Rzeczypospolitej.
Jedną z legend związanych z zamkiem w Muszynie przytacza Maciej Bogusz Stęczyński w Okolicach Galicji (1847); tłumaczy ona, w jaki sposób zamek stał się własnością biskupów krakowskich:

...mieszkał w tym zamku dziedzic onego, a nazywał się P a l o c h; gdy się już zestarzał, a ciężką złożony chorobą, czuł śmierć zbliżającą się, opadły go jak liście z drzewa zimowym szronem sparzone wszystkie dawne nadzieje, żądze i myśli, i zapragnął widzieć raz jeszcze brata mieszkającego na Węgrzech. Godziny i dnie uchodziły unosząc z sobą ostatki sił chorego; brat nie przybywał, bo przybyć czy nie chciał czy nie mógł. I chory urażony obojętnością rodzonego brata, podniósł się z łoża, kazał zawieść do Krakowa, i tam zajechał w gościnę godną jego wieku i słabości, do klasztoru. Nie mogąc ostatniej znaleźć pociechy w uczuciach rodzinnych szukał jej w uczuciach religijnych; co mu ziemia odmawiała, tego szukał w niebie; a umierając zapisał ów zamek rodzinny klasztorowi. A później biskup jakiś krakowski zwiedzając to miejsce tak sobie je upodobał, te wszedł w ugodę z klasztorem, i inną włość dał mu w zamianę, a sam stał się panem zamku i włości. Takim to sposobem wedle podania stała się Muszyna częścią dóbr należących do dawniejszego biskupstwa krakowskiego.

Jedna z wersji rysunku Stęczyńskiego przedstawiającego zamek w Muszynie nosi tytuł „Muszyna z rozwaliną Zamku Palocha w obwodzie Sandeckim od południa”.